# Гадкие американцы
«Гадкие американцы» (англ. Ugly Americans) — американский мультипликационный сериал, созданный Дэвином Кларком 17 марта 2010 года.

## Сюжет
Действие разворачивается в альтернативной реальности, где большую часть населения США составляет различная нечисть: демоны, бесы, зомби, двухголовые черви, оборотни и прочие монстры. Главный герой — Марк Лилли — работает в Департаменте по вопросам интеграции населения и проводит своё рабочее время, помогая новым жителям своей страны.

## Серии
Премьеру первой серии показали 17 марта 2010 года, после премьеры серии «Сексуальное лечение» Южного парка. Премьера первой серии наблюдалась более чем двумя миллионами зрителей. 21 апреля 2010 года Comedy Central объявил, что они заказали 7 дополнительных серий «Гадких американцев», которые начали показывать в октябре 2010 года. Пятнадцатого декабря Comedy Central объявил, что они продлили первый сезон до четырнадцати серий. 30 июня 2011 года вышел второй сезон мультсериала, который насчитывал в себе 17 серий, последняя серия вышла 25 апреля 2012.

## Персонажи

### Главные персонажи
- Марк Лилли (озвучен Мэттом Обергом) — главный персонаж телесериала, социальный работник департамента по интеграции Нью-Йорка. Добрый, отзывчивый, а иногда беспредельно наивный молодой человек, испытывающий искреннюю симпатию к своим клиентам, чем частенько пользуются другие персонажи в собственных интересах. Имеет странное пристрастие к яичным продуктам. Несмотря на кажущуюся простоту, Марк неоднократно проявлял смекалку и ловкость, выбираясь из многочисленных переделок на протяжении сериала. Имеет романтические связи с сексуальной девушкой-демоном Келли Мэгготбоун, которая отвечает взаимной симпатией, несмотря на явное различие в характерах.
- Рэндал Скеффингтон (озвучен Куртом Митцергом) — сосед Марка, «новоиспечённый» зомби. Принял новый образ жизни в не слишком трезвом состоянии, стараясь понравиться девушке, встречающейся только с ходячими мертвецами. К сожалению, к тому моменту когда Рэндал расстался с человеческим обликом, девушка уже переключилась на колдунов. Безработен, хотя неплохо зарабатывает на стороне самыми разнообразными способами: выгуливает собак, снимает порнографическое кино (частенько снимая Марка и Келли в их спальне через дыру в стене), организует нелегальные бои человекообразных птиц, и вообще ловко адаптируется в любой ситуации. Рэндал бабник и извращенец, причём для своих сексуальных утех предпочитает спальню Марка. Несмотря на то что вольный образ жизни Рэндала и его привычка брать чужие вещи без спроса иногда раздражают Марка, соседи крепко сдружились, и всегда помогают друг другу в трудную минуту. Рэндал иногда теряет конечности и другие части тела (впрочем, достаточно быстро заменяя их новыми), а время от времени испытывает желание съесть соседа. Зомби успешно борется с этими импульсами, однако не упуская возможности откусить от Марка кусочек, когда есть такая возможность.
- Келли Мэгготбоун (озвучена Наташей Леджеро) — симпатичная девушка-демон, работает на начальника Твэйна в департаменте по интеграции. Теоретически является полу-демоном, или суккубом, так как мать Келли человеческая женщина, в своё время соблазнённая дьяволом. Хотя «полукровный» статус Келли иногда мешает ей пробиться среди людей и демонов, девушка сделала неплохую карьеру, добровольно отказавшись от шанса стать преемником отца в аду ради сохранения индивидуальности. Умна, агрессивна, а иногда откровенно жестока, хотя в глубине души испытывает искренние чувства к Марку. Очень сексуальна, часто устраивает Марку садомазохистские ночи, вне зависимости от его желания. Обладает многими демоническими способностями: умеет менять облик, дышать огнём, летает на кожистых крыльях, а иногда разговаривает страшным адским голосом во время припадков ярости.
- Леонард Пауэрс (озвучен Рэнди Перлштейном) — 500-летний волшебник, работающий в одном офисе с Марком. Достаточно хорошо знает разнообразных существ Нью-Йорка, иногда даёт коллеге ценные советы. Однако, на этом положительные качества волшебника заканчиваются: Леонард труслив, страдает алкогольной зависимостью, чрезвычайно редко выполняет свои прямые обязанности, а также из рук вон плохо владеет магией и волшебством. Обычно засыпает за своим рабочим столом в состоянии сильного алкогольного опьянения. Неоднократно предавал друзей ради какой-нибудь поблажки от начальства, пусть даже самой незначительной. Несмотря на все это, Марк поддерживает дружеские отношения со стариком, стараясь помочь Леонарду по мере возможности. В свою очередь, Пауэрс время от времени использует волшебство по просьбе Марка, хотя пользы от его услуг обычно немного.
- Фрэнк Граймс (озвучен Ларри Мёрфи) — начальник охраны департамента по интеграции. Трудолюбив и любит свою работу, хотя обладает на редкость агрессивным и зловредным характером. Испытывает неприязнь практически ко всем не-людям, однажды продемонстрировал многочисленные шрамы и увечья, полученные во время стычек с опасными существами. Особенно ненавидит вампиров, так как жена Фрэнка бросила его и ушла к некоему богатому «графу». Предпочитает женщин на 20-30 лет старше себя, мотивируя это тем, что у дам почтенного возраста «больше опыта в койке». Подрабатывает в многочисленных компаниях, почти всегда охранником, хотя однажды показал себя наёмным убийцей.
- Твэйн Боунрейпер (озвучен Майклом-Леоном Вули) — главный управляющий департамента по интеграции, демон. Несмотря на внушительную внешность, силу, а также наглое и хамовитое поведение, Твэйн достаточно легко раним и морально слаб. Не отличаясь особым умом, Твэйн редко способен правильно выполнить что-либо по специальности, поэтому чаще он сваливает свои обязанности на Келли. Сотрудники департамента по интеграции уже давно привыкли к бесполезности своего начальника. Недолюбливают Твэйна и другие демоны. Между семьями Боунрейпер и Мэгготбоун заключён договор, согласно которому Келли обязана выйти замуж за Твэйна, хотя оба не проявляют особого желания осуществить эти планы, несмотря на постоянные попытки дьявола сблизить их.

### Второстепенные персонажи
- Даг — человек-коала, регулярный посетитель занятий по социальной интеграции. Очень эмоционален, регулярно плачет от обиды, счастья, растрогавшись и т. д. Очень редко говорит, да и то шёпотом, обычно на ухо одному из других учеников. Хотя на первый взгляд Даг кажется милым и безобидным, он имеет несколько довольно тёмных аспектов жизни, кроме того, порой он становится агрессивным и даже опасным. Твэйн однажды упомянул, что в своё время Даг был профессиональным наёмником, спалившим деревню в Южной Америке вместе с жителями. Проживает в витрине зоомагазина, а в одной из серий сериала под давлением демонов был вынужден произвести покушение на Келли.
- Альдермак Мэгготбоун — отец Келли и самый главный демон в аду. Спокойный и рассудительный бизнесмен, относится ко злу как к повседневной работе. Немного огорчён, что получил дочь вместо сына, но явно желает лучшего для Келли, то и дело стараясь пристроить её на высокопоставленную должность поближе к себе.